# Ellery Clark
Ellery Harding Clark (13 de marzo de 1874 – 17 de febrero de 1949) fue un atleta estadounidense, primer campeón de los Juegos Olímpicos modernos en salto de altura y salto de longitud, único atleta en la historia en haber ganado estas dos pruebas en una competición olímpica, consiguiéndolo durante los Juegos Olímpicos de Atenas 1896.

## Trayectoria
Nacido en East Roxbury, Massachusetts, era estudiante de Harvard y tuvo permiso para ausentarse y competir gracias a sus buenas notas - en contraste con otro ganador de medalla de oro estudiante de Harvard, James Connolly. Clark fue uno de los mejores competidores de la prueba llamada "all-around" desde 1893 a 1912.
En el salto de longitud, Clark usaba su sombrero para marcar su carrera. Fue advertido  dos veces por el juez (era el rey Constantino I de Grecia) que le quitó el sombrero, diciendo que eso era una práctica propia de profesionales. Solo en el tercer intento y único sin el sombrero, Clark consiguió un salto válido, suficiente para el oro. Su salto final fue de 6,35 metros. Clark también ganó después, la otra prueba con 1,81 metros. Le siguieron sus compañeros americanos Connolly y Robert Garrett con 1,65 metros. 
Nunca ganó ningún campeonato nacional de ambas modalidades de salto, pero en 1897 y 1903 fue el ganador de la AAU de "all-around", una prueba similar al decatlón. 
Ellery también compitió en los Juegos Olímpicos de 1904 en San Luis (Misuri), en la prueba de "all-around". Tuvo que abandonar la competición después de cinco pruebas a causa de una bronquitis, cuando estaba en la sexta posición. A los 32 años, aún competía en pruebas importantes, compitiendo en carreras hasta los 56.
Su vida profesional fue muy variada. Destacó como escritor, abogado, entrenador de atletismo, profesor y concejal en Boston. Escribió 19 libros.
Entró en el salón de la fama de la USATF Hall en 1991.
| Predecesor: - | Campeón Olímpico de salto de longitud Atenas 1896 | Sucesor: Alvin Kraenzlein |
| Predecesor: - | Campeón Olímpico de salto de altura Atenas 1896   | Sucesor: Irving Baxter    |

- Datos: Q314059
- Multimedia: Ellery Clark / Q314059